# ارنستو آگارد
ارنستو آگارد (انگلیسی: Ernesto Agard؛ زادهٔ ۶ ژوئیهٔ ۱۹۳۷) بازیکن بسکتبال اهل پاناما بود.